# 伊莎貝拉湖 (加利福尼亞州)
伊莎貝拉湖（英語：Lake Isabella）是位於美國加利福尼亞州克恩縣的一個人口普查指定地區。

## 地理
伊莎貝拉湖的座標為35°37′05″N 118°28′23″W / 35.61806°N 118.47306°W，而該地最高點為海拔高度766米（即2513英尺）。

## 人口
根據2010年美國人口普查的數據，伊莎貝拉湖的面積為57.337平方千米，當中陸地面積為56.239平方千米，而水域面積為1.098平方千米。當地共有人口3466人，而人口密度為每平方千米60人。